# 士匡
士匡（?—?），蒼梧郡廣信人，東漢政治人物。士燮的侄子，士壹的儿子。
建安十五年（210年），士燮归附孙权。士燮、士壹诸子包括士匡都被任命为中郎将。黄龙五年（226年），士燮去世，士燮子士徽与孙吴对抗，孙权派吕岱前往平定。中郎将士匡与吕岱有旧交，吕岱任命士匡师友从事，先让他和交阯士徽写信，告喻祸福。派遣士匡见士徽，说令他服罪，虽然失去郡守，但是担保别无他忧。吕岱在士匡之后来到交阯，士徽和哥哥士祗，弟士幹、士颂等六人肉袒（脱掉上衣）奉迎。吕岱第二天早上扎起帐幔，请士徽兄弟按次序进入，宾客满坐。吕岱起来，拥节读诏书，数落士徽的罪过，领左右将他们反缚而出，全部伏诛，传士氏兄弟的首级至武昌。士壹、士䵋、士匡被孙权免罪，但被免为庶人。